# Pintor KX
El Pintor KX  fue un alfarero ático del grupo de la cerámica ática de figuras negras. Estuvo activo entre 585 y 570 a. C.

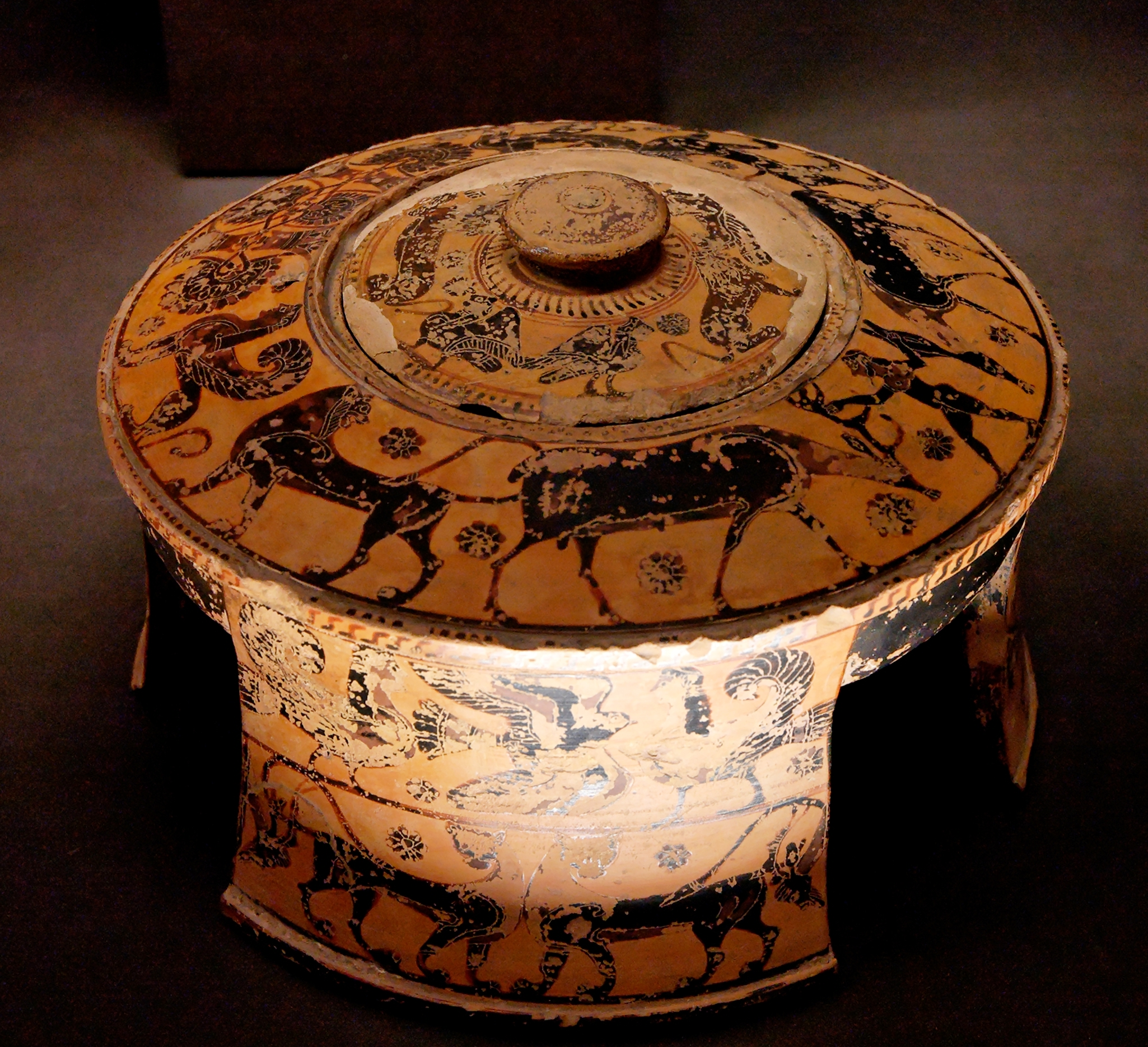
Exaliptro de tres pies del Pintor KX, circa 580-570 a. C., encontrado en Egina, conservada en el Museo del Louvre CA 927.

Junto al Pintor KY, es el miembro más representativo del Grupo Comasta, que sucedió al Pintor de la Gorgona. Su nombre convenido se lo asignó John Beazley, Se le considera el mejor y el primero cronológicamente, más representativo del Grupo.  Fue el primer pintor de Atenas que en ocasiones representó comastas en sus vasos, un motivo adoptado de la cerámica corintia. En contraste con los posteriores representantes del grupo, pintó sobre todo animales, en un estilo más cuidado y poderoso que el Pintor de la Gorgona. Las copas comasta en realidad no fueron su actividad principal, del cual hay vasos de diferentes formas con escenas mitólogicas o de la vida cotidiana. Pintó principalmente vasijas como el escifo, la lécane y el cotón además de copas Comasta. Especialmente famosos fueron sus escenas míticas de pequeño formato colocadas dentro frisos de animales. Puede ser considerado el primer pintor ático que logró una calidad equiparable a la alcanzada en Corinto, entonces el centro dominante de la pintura de vasos griegos. En Beocia se hallaron imitaciones de sus obras.
Se le ha atribuido el escifo del Museo Arqueológico Nacional de Atenas n.º inv. 528. Fragmentos hallados en Samos y conservados en el Museo de Vathy (Vathy Museo K1280) provienen de una inusual gran copa que no pertenece al Grupo Comasta, ni en la forma ni en la decoración, con un diseño floral complejo en el labio en lugar de las redes o rosetas comunes. En las paredes hay dos bandas figurativas: en el extremo inferior hay una representación animal y en la parte superior un friso de un banquete derivado de la cerámica corintia, donde el blanco de la carne femenina se pinta directamente sobre la arcilla y se agregan detalles en color marrón sobre el blanco.
Ejemplos de decoración figurativa tratan el mito de Heracles y Nereo pintada en un fragmento proveniente de una hidria conservado en Samos (Vathy Museo K1423), o la primera representación ática del juicio de Paris en los fragmentos de una crátera de columnas conservados en Berlín.